# Jetta Liedbeck
Henrika Sofia Karolina "Jetta" Liedbeck, född Ling 8 april 1810 i Lund, Malmöhus län död 1893 kyrkobokförd i  Jakob och Johannes församling, Stockholm, var en svensk poet och författare. 
Liedbeck var dotter till Pehr Henrik Ling och gift med Per Jacob Liedbeck. 

## Biografi
Liedbeck föddes 1810, som dotter till författaren och gymnasten Pehr Henrik Ling och hans fru Sofia Maria Rosenqvist. Vid tre års ålder flyttade familjen från Lund till Stockholm. Vid 23 års ålder lärde hon känna Per Jacob Liedbeck, känd svensk förespråkare för homeopati, och de gifte sig. De flyttade till Uppsala, där hennes make blev docent och tillförordnad professor i anatomi. De flyttade tillbaka till Stockholm, när hennes make nekades en befordran. Efter hans död 1876 bode hon omväxlande hos sin måg Müntzing på Fiskeby och hos sin dotter i Stockholm.
Under mitten av 1800-talet, i synnerhet under 1840-talet och 1850-talet, var hon en central person i den svenska litterära offentligheten, framförallt genom sin poesi men även genom andra litterära alster. Idun menade i en dödsruna att hennes litteratur präglades av "en varm och innerlig förtröstan på den allmakt, som med rättvis fadershand leder människornas öden, en frisk och oförvillad blick på lifvet samt en bottensats i karaktären af det sega, okufliga lifsmod, som utmärkte de gamla kämpar, hvilka hon af sin fader lärt sig både att älska och förstå." 1849 gav hon ut en diktsamling, med förord av Per Daniel Amadeus Atterbom. 1852 gav hon ut en biografi över sin fader, och 1855 skaldestycket Bardens dotter.